# Franc Željko Županič
Franc Željko Županič, slovenski častnik, vojaški pilot in diplomat, * 1962, Postojna.

## Življenjepis
Leta 1984 je diplomiral na Letalski vojaški akademiji.
Med letoma 2000 in 2005 je bil obrambni ataše na veleposlaništvu Republike Slovenije v Londonu. 
Leta 2003 je magistriral na Univerzi Westminster. Leta 2011 je doktoriral na Fakulteti za varnostne vede, Univerza v Mariboru.

## Odlikovanja
- zlata medalja generala Maistra z meči: 31. januar 1992
- bronasta medalja Slovenske vojske: 19. oktober 1998